# Ben (пісня)
«Ben» (укр. «Бен») — перший і єдиний сингл з другого альбому Майкла Джексона Ben. Написана англійським поетом Доном Блеком і американським композитором Волтером Шарфом у стилі поп. Пісня стала саундтреком до фільму «Бен», який вийшов 1971 року.

## Випуск пісні
Випуск пісні відбувся 12 липня 1972 року на лейблі Epic Records.

## Сюжет пісні
У пісні розповідається про дружбу і довіру між людиною і твариною.

## Чарт

### Щотижневі чарти
| Чарт (1972)                       | Найвища позиція |
| --------------------------------- | --------------- |
| Australian KMR                    | 1               |
| Canada RPM Top Singles            | 6               |
| Canada RPM Adult Contemporary     | 13              |
| South African Singles Chart       | 14              |
| UK Singles (OCC)                  | 7               |
| US Billboard Hot 100              | 1               |
| U.S. Billboard Adult Contemporary | 3               |
| U.S. Cash Box Top 100             | 2               |

| Чарт (1973)                   | Найвища позиція |
| ----------------------------- | --------------- |
| Irish Singles Chart           | 15              |
| Нова Зеландія (Listener)      | 18              |
| Чарт (2009)                   | Найвища позиція |
| Australian ARIA Singles Chart | 14              |
| Irish Singles Chart           | 24              |
| U.K. Singles Chart            | 46              |

### Чарти на кінець року
| Чарт (1972)            | Позиція |
| ---------------------- | ------- |
| Канада                 | 18      |
| U.S. Billboard Hot 100 | 20      |
| U.S. Cash Box          | 45      |

| Чарт (1973) | Позиція |
| ----------- | ------- |
| Австралія   | 12      |

## Сертифікації
| Регіон                                                      | Сертифікація | Продажі |
| ----------------------------------------------------------- | ------------ | ------- |
| Мексика                                                     | —            | 51,000  |
| Велика Британія (BPI)                                       | Срібний      | 200 000 |
| продажі+прослуховування, що базуються лише на сертифікаціях |              |         |